# Curtiss (Wisconsin)
Curtiss – wieś w Stanach Zjednoczonych, w stanie Wisconsin, w hrabstwie Clark.